# Wilhelm Varenhorst
Wilhelm August Otto Varenhorst (* 21. Mai 1865 in Fürstenau; † 5. September 1944) war ein deutscher Politiker. Er war Mitglied des Deutschen Reichstags.

## Leben
Varenhorst besuchte die Volksschule zu Fürstenau, das Gymnasium zu Osnabrück und studierte in Jena und Berlin Rechts- und Staatswissenschaft von 1885 bis 1889. Während seines Studiums wurde er 1886 Mitglied der Burschenschaft Arminia auf dem Burgkeller in Jena. Er war nach seinem Studium Referendar und ab 1894 Gerichtsassessor. Seit 1. Januar 1900 war er Amtsrichter in Tostedt. 1906 schrieb er Ländliche Rechtsfragen und er veröffentlichte zahlreiche Aufsätze in Jagd- und landwirtschaftlichen Zeitschriften. Weiter war er Mitglied des Kreisausschusses Harburg, Oberleutnant der Landwehr-Feldartillerie und Inhaber der Landwehr-Dienstauszeichnung II. Klasse.
Zwischen 1900 und 1922 und von 1924 bis 1931 war er Vorsitzender des Landwirtschaftlichen Vereins Tostedt.
Von 1907 bis 1912 war er Mitglied des Deutschen Reichstags für den Wahlkreis Provinz Hannover 17 (Harburg, Rotenburg in Hannover, Zeven) und die Deutsche Reichspartei.